# Stadion (stacja metra w Sztokholmie)

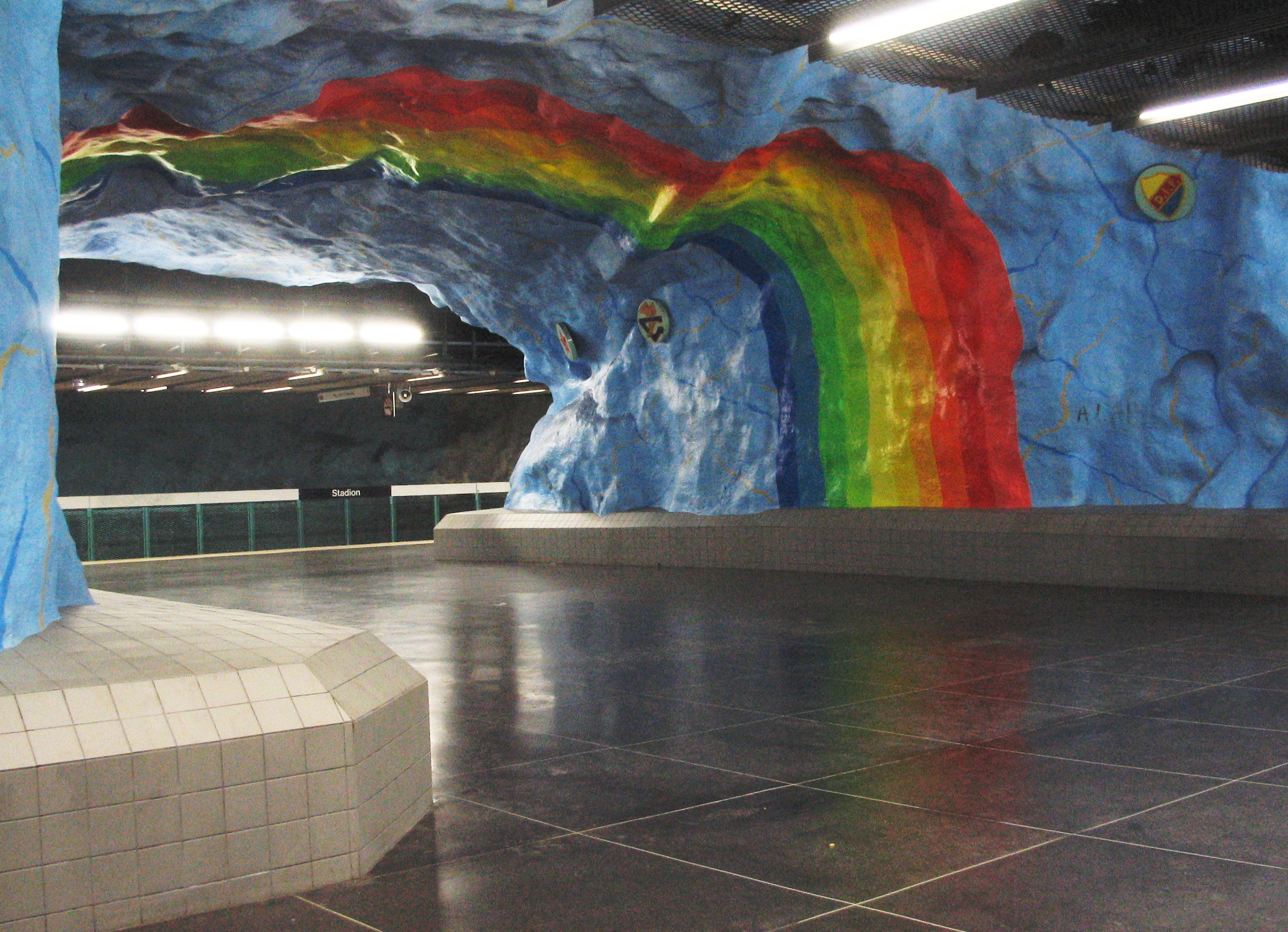
Wnętrze stacji

Stadion – podziemna, skalna stacja sztokholmskiego metra, leży w Sztokholmie, w Innerstaden, w dzielnicy Östermalm, w części Östermalm. Na czerwonej linii metra T14, między Östermalmstorg a Tekniska högskolan. Dziennie korzysta z niej około 8 400 osób.
Stacja znajduje się na głębokości 25 m, jest położona na łuku między skrzyżowaniami Sybillegatan z Tyskbagargatan i Grev Turegatan z Valhallavägen. Posiada dwie hale biletowe, północna leży przy Valhallavägen i posiada wyjścia przy Valhallavägen i Grev Turegatan 86. Południowa hala położona jest przy Karlavägen, posiada wyjście przy Nybrogatan 69 (róg z Karlavägen). 
Otworzono ją 30 września 1973 jako 56. stację w systemie wraz z odcinkiem Östermalmstorg-Tekniska högskolan. Posiada jeden peron, utrzymany jest w kolorze błękitnym z wielokolorowymi rzeźbami. Stacja została zaprojektowana przez Michaela Granita i Pera H. Reimersa.

## Sztuka
- Drewniane rzeźby nawiązujące do Stadionu Olimpijskiego, Letnich Igrzysk Olimpijskich 1912 i Wyższej Królewskiej Szkoły Muzycznej, Enno Hallek, Åke Pallarp, 1973[4]

## Czas przejazdu
| Linia | Stacja        | Czas przejazdu | Stacja                                                    | Czas przejazdu                 |
| T13   | Fruängen      | 23 min         | Östermalmstorg T-Centralen Gamla stan Slussen Liljeholmen | 3 min 5 min 7 min 8 min 15 min |
| T13   | Mörby centrum | 11 min         | Östermalmstorg T-Centralen Gamla stan Slussen Liljeholmen | 3 min 5 min 7 min 8 min 15 min |

## Otoczenie
W otoczeniu stacji znajdują się:
| - Stockholms Olympiastadion - Kungl. Musikhögskolan (Wyższa Królewska Szkoła Muzyczna) - Humlegården - Bet. stift. sjukhus - Dragon regementet - Olaus Petri skola - Idrottshögskolan - Östermalms idrottsplats | - Fältrittklubbens ridbana - Tennisstadion - GIH-badet - Arbetslivs centrum - Fräls-armens tempel - Sophiahemmet Högskola - Östra Reals Gymnasium |